# Jacek Podsiadło
Jacek Podsiadło (* 7. November 1964 in Ostrowiec Świętokrzyski) ist ein polnischer Dichter, Prosaschriftsteller, Publizist und Übersetzer.

## Leben
Podsiadło besuchte von 1970 bis 1978 die Grundschule in Szewna und anschließend von 1979 bis 1981 das Gymnasium in Ostrowiec Świetokrzyski. Von 1983 bis 1985 arbeitete er zunächst in der dortigen Hütte und dann als Wachmann auf Baustellen in Warschau.
1984 debütierte er als Dichter mit den Gedichten Jakby ja und Umieranie, die in der Wochenzeitung Na Przełaj veröffentlicht wurden. 1985 trat er der Internationale der Anarchistischen Föderationen bei. In den folgenden Jahren gewann er mehrere polnische Literaturwettbewerbe. 1988/1989 war er Mitbegründer der Zeitschrift Dobry Jaśko, die von der Bewegung Ruch Wolność i Pokój herausgegeben wurde. 1989 war er Redakteur der Zeitschrift Krzywe Koło Literatury.
1990 zog er nach Dobrzeń Wielki und arbeitete für das Radio Opole, wo er mit Unterbrechungen bis 2008 die Sendungen Studnia über alternative Kunst und Zielone granice über ethnische Musik leitete. 1991 begann seine langjährige Zusammenarbeit mit der Zeitschrift brulion. 1998 wurde er mit dem Kościelski-Preis ausgezeichnet.
Von 1999 bis 2008 leitete er die Rubrik Pogotowie literackie in der Nowa Trybuna Opolska. Von 2000 bis 2007 schrieb er Feuilletons für die Zeitung Tygodnik Powszechny und von 2008 bis 2011 für die Monatsschrift Znak.
In den Jahren 1999 bis 2005 unternahm er mehrere Reisen mit dem Fahrrad oder zu Pferd ins Ausland, so in die Ukraine, Belarus, Rumänien, Albanien und Estland.
2009 wurde ihm der Offiziersorden Polonia Restituta verliehen.
2015 wurde er für sein Gesamtwerk mit dem Breslauer Lyrikpreis Silesius ausgezeichnet.

## Werk
Seiner Dichtung wird eine Verwandtschaft mit der polnischen Barockdichtung, mit der Dichtung von Edward Stachura und Stanisław Barańczak sowie der New York School (Frank O’Hara) zugeschrieben.

## Bibliografie

### Lyrik
- Hej, 1987
- Nieszczęście doskonałe, 1987
- Wah-wah, 1988
- Kompot z orangutana, 1989
- Można na mnie jeszcze polować, 1989
- Nie wiem, 1989
- Odmowa współudziału, 1989
- Sobą po mapie, 1989
- Tak, 1989
- W lunaparkach smutny, w lupanarach śmieszny, 1990
- Wiersze wybrane 1985–1990, 1992
- Arytmia, 1993
- Dobra ziemia dla murarzy, 1994
- Język ognia, 1994
- Duma maszynisty. Dziesiątki zielonych rąk, 1995
- Królowo kolorów, 1995
- Cykl wieczorów autorskich, 1996
- To all the whales I’d love before, 1996
- Niczyje, boskie, 1998 (nominiert für den Nike-Literaturpreis 1999)
- Wiersze wybrane 1990–1995, 1998
- Wiersze zebrane, 1998; 2. Auflage 2003
- Zielone oczy zmruży czas, 1998
- Cisówka, 1999
- Wychwyt Grahama, 1999 (nominiert für den Nike-Literaturpreis 2000)
- I ja pobiegłem w tę młę, 2000; 2. Auflage 2002
- Kra, 2005 (nominiert für den Nike-Literaturpreis 2006)
- Trois Poètes Polonais, 2005
- Pod światło, 2011
- Byś może należało mówić 1984–2012, 2014
- Przez sen, 2014 (Gewinner des Wisława-Szymborska-Preises 2015)
- Przedszkolny sen Marianki, 2015
- Włos Bregueta, 2016 (Gewinner des Breslauer Lyrikpreises Silesius 2017; nominiert für den Nike-Literaturpreis 2017)

### Sachbücher
- Wilno, 2004

### Feuilletons
- A mój syn…, 2006
- Pippi, dziwne dziecko, 2006

### Prosa
- Życie, a zwłaszcza śmierćAngeliki de Sancé, 2008 (nominiert für den Literaturpreis Gdynia 2009)
- Czerwona kartka dla Sprężyny, 2009
- Trzy domy. O progu dorosłości, lustrze samego siebie i o tym, że nie wyważa się otwartych drzwi, 2009
- Życie zwłaszcza śmierć w Wieprzowie Ordynackim, 2015

### Übersetzungen
- Łowienie pstrągów w Ameryce (englisch Trout Fishing in America) von Richard Brautigan, 2000
- Egzotyczne ptaki i rośliny. Wiersze z lat 1980–1990 von Jurij Andruchowytsch, 2007
- Rastamańskie baśnie ludowe. Szara książka von Dmitrij Hajduk, 2011 (Eigenpublikation als PDF)